# Glommersträsk
Glommersträsk (samisch: Midtjá) ist ein Ort (tätort) in der schwedischen Provinz Norrbottens län und der historischen Provinz Lappland.
Der Ort gehört zur Gemeinde Arvidsjaur und wird vom Riksveg 95 durchkreuzt. Er liegt etwa 45 Kilometer vom Hauptort der Gemeinde entfernt. Glommersträsk besitzt einen Bahnhof an der Bahnstrecke Jörn–Arvidsjaur, diese Strecke ist derzeit allerdings stillgelegt.
Eine Sehenswürdigkeit in Glommersträsk ist das Glommersträsker Heimatmuseum.